# Перепись населения Румынии (1930)

Исторические области

Перепись населения в 1930 году была первой переписью населения Румынии после присоединения Бессарабии, Трансильвании и Буковины. Перепись проходила 29 декабря 1930 года. В целях переписи страна была разделена на 9 частей, которые совпадают с границами исторических областей Румынии.
Участники переписи ответили на вопросы о поле, возрасте, семейном положении, семейных хозяйствах, национальности, родном языке, религиозной принадлежности, образовании, профессии.

## Результаты переписи
Общая численность населения Румынии по результатам переписи составила 18 057 028 человек.

### Национальный состав населения
Национальный состав населения по результатам переписи выглядел следующим образом:
Румыны и молдаване — 12 981 324 (71,89 %)
Венгры — 1 425 507 (7,89 %)
Немцы — 745 421 (4,13 %)
Евреи — 728 115 (4,03 %)
Русины, украинцы — 582 815 (3,22 %)
Русские — 409 150 (2,26 %)
Болгары — 366 384 (2,03 %)
Цыгане — 262 501 (1,45 %)
Турки — 154 772 (0,86 %)
Сербы, хорваты и словенцы — 51 062 (0,28 %)
Поляки — 48 310 (0,27 %)
Греки — 26 425 (0,14 %)

### Крупные города
Самые крупные города по численности населения:
- Бухарест — 570 881 житель
- Кишинёв — 114 896 жителей
- Черновцы — 112 427 жителей
- Яссы — 102 872 жителя
- Клуж — 100 844 жителя
- Галац — 100 611 жителей
- Тимишоара — 91 580 жителей